# 穆罕默德·穆斯塔法·卡尔曼德
穆罕默德·穆斯塔法·卡尔曼德（1990年6月2日 -  ）是一名阿富汗举重运动员，身高1.80米。2010年参加广州亚运会，以235千克的成绩获85公斤级比赛第十二名。